# Curtil-Saint-Seine
Curtil-Saint-Seine este o comună în departamentul Côte-d'Or, Franța. În 2009 avea o populație de 97 de locuitori.

## Evoluția populației
| An        | 1975 | 1982 | 1990 | 1999 | 2006 | 2009 |
| --------- | ---- | ---- | ---- | ---- | ---- | ---- |
| Populație | 26   | 82   | 90   | 104  | 84   | 97   |